# Liste der Baudenkmale in Sukow
In der Liste der Baudenkmale in Sukow sind alle Baudenkmale der Gemeinde Sukow (Landkreis Ludwigslust-Parchim) und ihrer Ortsteile aufgelistet (Stand: Januar 2021).

## Sukow
| ID | Lage                    | Bezeichnung               | Beschreibung | Bild                    |
| -- | ----------------------- | ------------------------- | --- | ----------------------- |
|    | Am Berg 1 (Karte)       | Scheune                   | |                         |
|    | Am Dorfplatz 3 (Karte)  | Bauernhaus                | |                         |
|    | Am Dorfplatz 8 (Karte)  | ehemalige Schule          | |                         |
|    | Am Dorfplatz            | Kriegerdenkmal 1914/18    | | Kriegerdenkmal 1914/18  |
|    | Bahnhofstraße 4 (Karte) | Bahnhof und Toilettenhaus | |                         |
|    | Am Dorfplatz (Karte)    | Kirche mit Friedhofstor   | Neugotische einschiffige Backsteinkirche von 1883 mit eingezogenem Chor mit 5/8-Schluss, 3-gesch., quadr. Westturm mit spitzem Helm. | Kirche mit Friedhofstor |

## Zietlitz
| ID | Lage                        | Bezeichnung | Beschreibung | Bild |
| -- | --------------------------- | ----------- | ------------ | ---- |
|    | Zietlitzer Straße 8 (Karte) | Büdnerei    |              |      |